# Кукша (приток Поноя)
Кукша (Кисенга) — река в России на Кольском полуострове, протекает по территории Ловозерского района Мурманской области. Устье реки находится в 318 км по правому берегу реки Поной. Длина реки — 80 км, площадь водосборного бассейна — 539 км².

## Данные водного реестра
По данным государственного водного реестра России относится к Баренцево-Беломорскому бассейновому округу, водохозяйственный участок реки — река Поной. Речной бассейн реки — бассейны рек Кольского полуострова и Карелии, впадает в Белое море.